# ذيبين (سوريا)
ذيبين تعتبر قرية ذيبين البوابة الجنوبية لمحافظة السويداء في سوريا يحدها غربا محافظة درعا ومن الجنوب الأردن ومن الشرق قرية أم الرمان ومن الشمال قرية بكا وتبلغ مساحة أراضيها (99.000) دونم (ثاني أكبر قرية في المحافظة)عدد سكانها يقارب (6.000) نسمة.
اكتسبت هذه البلدة أهمية خاصة عبر التاريخ، والسبب يعود إلى كونها مخزن المحافظة من الحبوب فقد ردد الناس قديما «أن ذيبين تحمل الجبل والجبل لا يستطيع حمل ذيبين» لكثرة إنتاجها من الحبوب بالنسبة لباقي قرى المحافظة.
لعب وجود البلدة على الحدود السورية مع المملكة الأردنية دورا في تبادل البضائع وعملية المقايضة مع السعودية وباقي دول الخليج حيث يأتون بالتمر وكثير من المواد ويعودون مزودين بالقمح والشعير والبقوليات. والمنتوجات المختلفة.
كان لأهل البلدة تاريخ حافل بالبطولة والنضال ضد المستعمر الفرنسي حيث قدمت عدد كبير من الأبطال والشهداء على مذبح الكرامة والحرية والاستقلال فكثيرة هي المعارك التي رفرف فوقها بيرق ذيبين.

## أعلام
- سليم حاطوم